# Logan van Beek
Logan Verjus van Beek (* 7. September 1990 in Christchurch, Neuseeland) ist ein niederländischer Cricketspieler der seit 2015 für die niederländischen Nationalmannschaft spielt.

## Kindheit und Ausbildung
Van Beek ist Enkel vom ehemaligen west-indischen und neuseeländischen Cricket-Spieler Sammy Guillen. Er war Teil des neuseeländischen Teams bei der U-19-Basketball-Weltmeisterschaft 2009. Auch nahm er am ICC U19-Cricket-Weltmeisterschaft 2010 teil.

## Aktive Karriere
Van Beek spielte seit der Saison 2009/10 für Canterbury im neuseeländischen nationalen Cricket. Er konnte sich zunächst nur langsam etablieren. Da er auf Grund eines Großvaters väterlicherseits auch einen niederländischen Pass besaß, so dass er eine Spielberechtigung für die Niederlande erhielt. Sein Debüt in der Nationalmannschaft gab er beim ICC World Twenty20 2014 gegen die Vereinigten Arabischen Emirate. Dort konnte er im letzten Spiel beim überraschenden Sieg gegen England 3 Wickets für 9 Runs erreichen. Auch bei der ICC World Twenty20 2016 war er im niederländischen Team, absolvierte dort jedoch nur ein Spiel. In 2018 spielte er unter anderem für die neuseeländische A-Nationalmannschaft, verpasste jedoch den möglichen Sprung ins neuseeländische Nationalteam. So verblieb er beim niederländischen Verband und gab sein ODI-Debüt im Mai 2021 gegen Schottland. Im Juni folgten dann 3 Wickets für 29 Runs gegen Irland, wobei er als Spieler der Serie ausgezeichnet wurde. Im Team für den ICC Men’s T20 World Cup 2021 konnte er nicht herausragen. Im April 2022 reiste er mit dem Team nach Neuseeland und konnte dort im zweiten ODI 4 Wickets für 56 Runs erreichen.
Bei der Qualifikation für die Twenty20-Weltmeisterschaft im Juli erreichte er zunächst gegen Papua-Neuguinea 3 Wickets für 17 Runs und gegen Hongkong 4 Wickets für 27 Runs. Im Finale gegen Gastgeber Simbabwe folgten dann noch einmal 3 Wickets für 18 Runs. Beim ICC Men’s T20 World Cup 2022 war dann seine beste Leistung 2 Wickets für 17 Runs gegen Simbabwe. Im Juli 2023 folgte die Qualifikation für die ODI-Weltmeisterschaft, bei der er gegen Nepal 4 Wickets für 24 Runs und gegen Sri Lanka 3 Wickets für 26 Runs. Auch wurde er für den Cricket World Cup 2023 nominiert.